# Bundesstraße 256
De Bundesstraße 256 (kort: B256) is een bundesstraße in de Duitse deelstaten Noordrijn-Westfalen en Rijnland-Palts.
De B256 is 148 kilometer lang en loopt vanuit het Bergischen Land tot aan de Moezel.
De B256 begint in hegint in Wipperfürth en loopt verder in zuidelijke richting door Marienheide, Gummersbach, Neuwied en Weißenthurm en eindigt in Mayen.

## Routebeschrijving
De B256 begint in Wipperfürth op een kruising met de B237. De weg loopt door Marienheide, Gummersbach  waar de B55 aansluit en de weg in zuidoostelijke richting de stad verlaat om bij de afrit Reichshof/Bergneustadt de A4 te kruisen. vervolgens loopt de weg door Denklingen  
naar Waldbröl waar de  B478 aansluit, Rosbach, Men kruist de Sieg, die tevens de deelstaatgrens vormt met Rijnland-Palts.
Rijnland Palts
Men komt door Heinrichshütte, Hamm waar op de rondweg de B62 begint en  naar het oosten loopt,  Altenkirchen waar de B414 aansluit en de B8 kruist, loopt de B256 verder door  Flammersfeld, Willroth, waarna men bij afrit Neuwied de weg de A3 kruist, vervolgens loopt zij door Straßenhaus. De B256 volgt dan de rondwegen van  Rengsdorf, Neuwied waar men in de afrit Neuwied de B42 kruist. Tussen Neuwied en Weißenthurm kruist de weg de Rijn en passeert ze de stad Weißenthurm, waarna zij bij de afrit Weißenthurm, een trompetknooppunt aansluit op de B9. Vanaf hier is er tot in het zuiden van Andernach, waar de B256 naar het zuidwesten afbuigt, een korte samenloop is met de B9. Dan loopt de weg  door Plaidt en langs Kruft langs de afrit Kruft, waar de A61 aansluit. De B256 loopt dan verder in zuidoostelijke richting via de rondweg van Kruft naar Mayen waar ze aansluit op de B262, die de oostelijke rondweg van de stad vormt.
B1 · B3 · B7 · B8 · B9 · B10 · B26 · B27 · B35 · B37 · B38 · B39 · B40 · B41 · B42 · B43 · B43a · B44 · B45 · B47 · B48 · B49 · B50 · B51 · B52 · B53 · B54 · B55 · B55a · B56 · B56n · B57 · B58 · B59 · B61 · B62 · B63 · B64 · B65 · B66 · B66n · B67 · B68 · B70 · B80 · B83 · B84 · B219 · B220 · B221 · B223 · B224 · B225 · B226 · B227 · B228 · B229 · B230 · B231 · B233 · B234 · B235 · B236 · B237 · B238 · B239 · B241 · B249 · B250 · B251 · B252 · B253 · B254 · B255 · B256 · B257 · B258 · B259 · B260 · B261 · B262 · B263 · B264 · B265 · B266 · B267 · B268 · B269 · B270 · B271 · B272 · B274 · B275 · B277a · B278 · B279 · B284 · B288 · B323 · B324 · B326 · B327 · B399 · B400 · B403 · B405 · B406 · B407 · B409 · B410 · B411 · B412 · B413 · B414 · B416 · B417 · B418 · B419 · B420 · B421 · B422 · B423 · B424 · B426 · B427 · B428 · B429 · B448 · B449 · B450 · B451 · B452 · B453 · B454 · B455 · B456 · B457 · B458 · B459 · B460 · B469 · B473 · B474 · B475 · B476 · B477 · B478 · B479 · B480 · B481 · B482 · B483 · B484 · B485 · B486 · B487 · B488 · B489 · B499 · B504 · B506 · B507 · B508 · B509 · B510 · B511 · B513 · B514 · B515 · B516 · B517 · B519 · B520 · B521 · B525 · B528 · B611